# Parque rural de la Comarca
El parque rural de la Comarca (Shire Country Park) en Hall Green, al sur de la ciudad de Birmingham, en Inglaterra, es un área rural recreativa y zona natural nombrada en honor de la ficticia Comarca de las novelas de J. R. R. Tolkien El hobbit y El Señor de los Anillos. Se supone que el autor se inspiró en este ambiente para crear su Comarca, ya que pasó parte de su infancia en el entorno. El parque contiene humedales, praderas, bosques y brezales que sostienen una abundante vida animal y vegetal.

## El nombre
Esta gran zona de esparcimiento natural en las afueras de una de las mayores ciudades del Reino Unido, que se concibió con el nombre de «Proyecto Corriente» (Millstream Project), fue renombrada en honor del ficticio hogar de los hobbits a instancias de la Tolkien Society y de la asociación de amigos del parque el 3 de enero de 2005, fecha coincidente con el 113 aniversario del nacimiento de Tolkien o, como a él le habría gustado decir, «su eleventy-third birthday» (‘undécimo tercer cumpleaños’). Además, 2005 fue el 50 aniversario de la publicación de El retorno del Rey, el tercer y último tomo de El Señor de los Anillos.
La justificación aportada por el Ayuntamiento de Birmingham para este nombre fue la general aceptación de que el valle del río Cole que alberga el parque, en el que Tolkien vivió de niño (desde los 4 hasta los 8 años, a 300 m del molino de Sarehole, por el camino que accedía a ella) constituyó la principal inspiración en el mundo real para los escenarios de campiña habitados por los hobbits que el autor reflejó en sus novelas El hobbit y El Señor de los Anillos como la Comarca. En concreto, se señala la turbera de Moseley como la inspiración del Bosque Viejo (el hogar de Tom Bombadil, en las lindes de la Comarca) y el molino de Sarehole como la del «gran molino» de Ted Arenas transformado en fábrica por los rufianes de Zarquino al final de El retorno del Rey.
John Alden, concejal de cultura de Birmingham, comentó en aquel momento:

It is appropriate that Birmingham should recognise J. R. R. Tolkien and his writing in this way —he is an important part of the city's cultural heritage. The Shire Country Park will help to raise awareness of Tolkien's close ties with the city and attract visitors from far and wide, keen to discover the places that had such an important influence on him.
Es apropiado que Birmingham reconozca a J. R. R. Tolkien y sus escritos de esta forma —es una parte importante de la herencia cultural de la ciudad. El parque rural de la Comarca ayudará a elevar la concienciación sobre los fuertes lazos de Tolkien con la ciudad y atraerá visitantes de lejos, ansiosos de descubrir los lugares que tuvieron tanta influencia en él.
— John Alden, recogido en The Guardian.

## Zonas

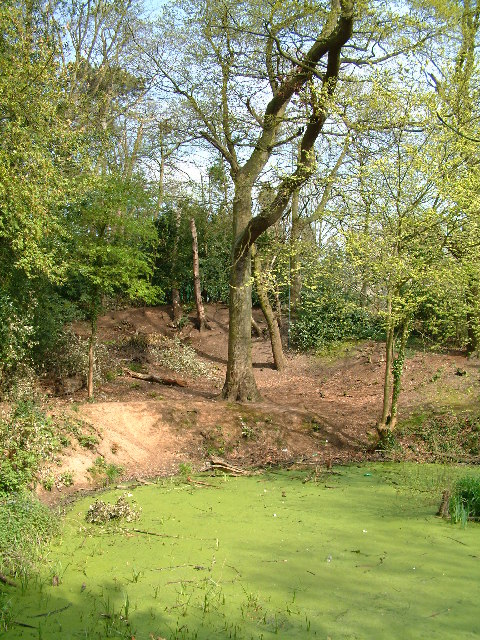
Zona pantanosa en la turbera de Moseley, dentro del parque rural de la Comarca.

El parque incluye en su interior, entre otros elementos destacables:
- El «camino de la Corriente» (The Millstream Way), que sigue a lo largo de 7 km el curso del río Cole, entre Yardley Wood y el parque de atracciones «The Ackers»;
- El lugar de importancia para la conservación de la naturaleza de Scribers Lane (Scribers Lane Site of Importance for Nature Conservation, SINC);
- El estanque del molino de Trittiford (Trittiford Mill Pool);
- The Dingles
- El parque recreativo de Chinn Brook (Chinn Brook Recreation Ground);
- El parque recreativo del molino de Sarehole (Sarehole Mill Recreation Ground);
- La reserva natural local de la turbera de Moseley (Moseley Bog Local Nature Reservation, LNR);
- Burbury Brickworks
- El paseo de John Morris Jones (The John Morris Jones Walk Way); y
- El circuito de motocross de Cocksmoor (Cocksmoor BMX).